# Máximo Buch Torralva
Máximo Hartwig Buch Torralva (Valencia, Comunidad Valenciana, España, 11 de agosto de 1959) es un político, ingeniero, empresario y profesor español.
Miembro del Partido Popular. Fue diputado de las Cortes Valencianas. Es propietario del fondo de inversiones Stator Management.

## Biografía
Es licenciado en Ingeniería industrial y especializado en Ingeniería de organización industrial por la Universidad Politécnica de Valencia (UPV). También tiene una Maestría en Administración de Negocios (MBA) por el IESE Business School, de la Universidad de Navarra.
Tras finalizar sus estudios superiores, entre 1992 y 2002 fue Delegado de la Comunidad Valenciana en la Cámara de Comercio Alemana para España. Ha sido profesor colaborador de la Fundación de Estudios Bursátiles y Financieros (FEBF), de la Universidad de Valencia, de la Universidad Católica de Valencia San Vicente Mártir y del Centro de Formación Empresarial Luis Vives de la Cámara de Comercio de Valencia.
Inició su carrera política como miembro del Partido Popular de la Comunidad Valenciana (PPCV), cuando el día 20 de enero de 2012, el entonces presidente autonómico Alberto Fabra, anunció oficialmente su nombramiento como nuevo consejero de Economía, Industria y Comercio en sucesión de Enrique Verdeguer Puig. Desde esta función se encargó de coordinar el proceso de reestructuración del sistema valenciano de empresas públicas, pasando de 46 empresas a únicamente 6 holdings. Este proceso se estimó que conllevaría el despido de unas 5000 personas, lo que representa entre un 40 y un 50% de la plantilla de trabajadores del sector público.
Seguidamente en una remodelación del consejo llevada a cabo por el presidente Fabra, a Buch se le incorporó a su consejería las funciones de Empleo y Turismo, pasando a ser la nueva "Consejería de Economía, Industria, Turismo y Empleo".
Tras las Elecciones a las Cortes Valencianas de 2015 tuvo que ser reemplazado en su cargo de consejero por Rafael Climent, debido a la entrada del nuevo gobierno autonómico formado en coalición por Ximo Puig (PSPV-PSOE) como presidente y por Mónica Oltra (Coalició Compromís) como vicepresidenta.
En 2018 creó el fondo de inversiones Stator Management, dedicado a impulsar a empresas de cualquier sector en su fase de crecimiento. Entre los inversores de este fondo se encuentran Antonio Aynat, consejero delegado de Grupo Gedesco, y varios directivos del fondo JZI, matriz de la propia Gedesco. En 2021, el fondo que el exconseller dirige vendió su participación en la energética Umeme a la multinacional Octopus Energy.